# Carl and the Passions - "So Tough"
Carl and the Passions - "So Tough" é o décimo oitavo álbum de estúdio da banda de rock dos Estados Unidos The Beach Boys, lançado em 1972. É tratado com indiferença por boa parte dos fãs por ser o trabalho mais diferente do grupo e por ser em parceria com os sul africanos Blondie Chaplin e Ricky Fataar, da banda The Flames. Muitos consideram falta de coesão, outros consideram como um disco versátil.
Foi Carl Wilson quem teve a ideia de chamar a parceria e de mudar bastante o som da banda.
Desde o Wild Honey o grupo não mais tinha se enveredado tanto para o soul, blues e R&B, exceto algumas do Sunflower. Carl and the Passions - So Tough mostra o mais assumido neste campo. As baladas melancólicas de Dennis Wilson em parceria com Daryl Dragon marcam a mudança no disco em "Make It Good" e "Cuddle Up".
O disco é cuidadosamente executado e se mostra um clássico musicalmente respeitado do grupo nos anos 70, sendo como a preparação do vanguardista Holland no ano seguinte. Outro disco mais assumido no soul, porém mais pop, é o Beach Boys lançado em 1985 com a participação de Stevie Wonder.